# Cooperativa del Camp de Maldà
La Cooperativa del Camp de Maldà arrenca d'una llarga tradició agrosocietària del poble de Maldà. Així, el lloc on actualment hi ha el molí de l'oli i la indústria del vi, darrere de la capella romànica de Sant Pere, havia estat fins al 1888 el molí d'oli del propietari maldanenc Andreu Guasch: "el local del Sindicat està situat en espaiós molí de l'oli de l'antiquíssima casa Guasch, d'aquest poble", així ho recorda La Vanguardia en el seu número corresponent al 20 de desembre de 1932. El 1888 Guasch ven casa i propietat a Guillem de Boladeres, advocat, que l'any següent compra una altra propietat a Maldà, convertint-se així en un dels principals propietaris de la vila. De Boladeres passa a ser el propietari del molí d'oli del Cal Guasch. Don Guillermo tal com se'l coneix en aquestes terres, promou, en el marc de la crisi aguda que afecta el món del vi a partir del 1890, la Cambra Agrària Oficial de Maldà (1891), la primera cronològicament de l'Estat. Tot just el míting fundacional d'aquesta Cambra, verificat el dia de Reis de 1891, se celebra a l'esplanada que hi ha darrere del seu molí. Avui esplanada i fàbrica d'oli són de la Cooperativa del Camp de Maldà.
Guillem de Boladeres entre els anys norantes del segle xix i els primers anys del segle xx, ha adquirit altres propietats importants a les comarques lleidatanes - la propietat de la Pleta i altres finques a Sant Martí de Maldà i la finca de Concabella a Juneda -i a l'Aragó. No obstant això, de Boladeres, que ha menat una gestió prou directa i minuciosa dels seus conreus, i que l'ha duta segons criteris de modernitat agronòmica, acaba desenganyant-se dels beneficis de la terra. Es en aquest marc, que Guillem de Boladeres, que és alcalde de Barcelona entre el 1903-1904 i el 1913-1914, comença a vendre's les propietats de Ponent. A Maldà, el molí de l'oli li compra una entitat recentment constituïda: el Centre Catòlic Agrícol inaugurat el mes de maig de 1911 i que té en el notari, propietari i escriptor Manuel Gaya i Tomàs un dels seus promotors principals. Tot just, el Centro és qui promourà, com a entitat pròpia, el Sindicat Catòlic Agrícol de Maldà, el reglament del qual és aprovat pel governador civil de Lleida el novembre de 1915.
El Sindicat Catòlic Agrícol de Maldà és l'antecedent directe de la nostra Cooperativa actual. Aquest sindicat és un exponent destacat del sindicalisme catòlic agrari a les terres de Lleida. El sindicalisme catòlic agrari, amb una forta implantació a altres territoris de l'estat espanyol, l'acostumen a promoure propietaris amb la voluntat d'una certa integració de les diferents classes que viuen de la terra. Alhora, com passa a Maldà, el sindicat acostuma a ser iniciativa d'associacions catòliques dedicades al lleure i a l'ensenyament. Ho veiem així a Vilanova de Bellpuig o a Santa Coloma de Queralt on són sengles centres catòlics els qui promouen els respectius sindicats, o ho podem veure també a Verdú o a Tàrrega, on són el Patronat Sant Pere Claver i el Patronat Sant Jordi els qui endeguen els sindicats que hi estan vinculats. Val a dir, d'altra banda, que el Sindicat de Maldà neix en un moment històric d'autèntic esclat del sindicalisme agrari.
Diu la crònica referida de La Vanguardia a propòsit de l'organització del Sindicat de Maldà: 
```
Es compon aquest Sindicat de diverses seccions, amb una junta per cada una d'elles, que té cura d'allò referent a la seva secció.
```

La secció d'oli és la primera secció que funciona del Sindicat de Maldà. Els nous socis de l'entitat aprofiten la infraestructura del molí de Guillem de Boladeres. Des de la primavera del 1932, el sindicat renova bona part del molí de l'oli amb màquines modernes i nous aparells, que permeten obtenir un oli que quasi pot afirmar-se que no n'hi ha d'altre semblant i de millors condicions en els mercats de Barcelona.
Així puntualitza el corresponsal de La Vanguardia les importants obres que s'han fet al Sindicat de Maldà: 
```
A l'espaiós saló de trituració de les olives hi ha un gran corró (en desús) i unes corbes a estil d'Itàlia, des de les quals la pasta anirà a una màquina batedora i completament esmicolat anirà a la premsa hidràulica.
En els tallers del senyor Magí Figuerola, de 
Les Borges Blanques
, s'han construït les bombes elèctriques per al funcionament de la premsa hidràulica; una batedora contínua en fred i calent que ha estat visitada per pèrits i per un enginyer mecànic, restant admirats del seu mecanisme i funcionament.
En els tallers del senyor Ramon Sans, del dit poble de 
Les Borges Blanques
, s'ha construït una caldera amb canonada abaix i a dalt i radiació per a la calefacció de la fàbrica, que contínuament és en un mateix grau de calor.
En els tallers Hispània, del senyor A. Martín Pellicero, de 
Barcelona
, ha estat construïda una màquina separadora centrífuga, en la qual en passar l'oli de la premsa hidràulica, anirà a parar a uns dipòsits de rajoles de la casa Monsenych, de 
Reus
, que un cop reposats passen a uns grans dipòsits, mentre que la pasta de les olives i residus de l'oli van a la màquina centrífuga, des de la qual surt l'oli completament filtrat. Un cop l'oli en els grans dipòsits, per mitjà d'una canonada va a un altre dipòsit, on s'omplen els bocois per a la seva exportació.
La instal·lació elèctrica de la fàbrica ha estat feta pel jove afeccionat el senyor Josep M Gaia (fill), o sigui, el Josep M. Gaia Saltó, de cal Miret, d'aquest poble. L'encarregat de la fàbrica és Josepet del Carreté.
```

En aquestes obres al molí del Sindicat hi han intervingut sis paletes dirigits pel mestre Esteve Costa Aymerich. En aquests moments, el sindicat compta amb 140 socis, la pràctica totalitat dels quals són de Maldà mateix. Mig any més tard, el juliol de 1933, una delegació del Sindicat de Maldà participa en la magna assemblea agrarista que se celebra al Teatre Fortuny de Reus per tal que el govern ratifiqui el tractat comercial amb l'Uruguai.
El gener de 1937, mig any després de començada la Guerra Civil, una comissió del Sindicat de Maldà i de quaranta-dos sindicats més de les terres de Lleida que fan oli, demanen la intervenció de les conselleries d'Abastiments, Economia i Agricultura de la Generalitat perquè frenin l'especulació en el mercat de l'oli, fent que aquest producte sigui més assequible en el mercat interior i que sigui menys gravosa la seva exportació. A tals efectes, els pagesos demanen que la Generalitat els compri directament olives, seleccionat-ne les classes, a un preu mínim de tres pessetes el quilo, i que, si no n'hi ha, els avanci, a compte de la collita, unes quantitats de diners que els permetin una certa autonomia econòmica. Una dècada més tard, en plena postguerra, la producció d'oli del Sindicat – ara aquesta entitat, com totes les de la seva naturalesa, formen part del sindicalisme vertical del Movimiento Nacional – viu una altra problemàtica de signe ben diferent: ara són les eventuals desviacions d'oli cap al mercat negre, les que porten el sindicat a situacions de conflicte agut amb la Dirección de Abastos.
Una altra fita destacada en la història del la cooperativa de Maldà són les severes gelades i les greus sequeres que afecten el poble i la regió seca circumdant durant la segona meitat dels cinquantes del segle xx. Són remarcables en aquest sentit els freds de l'hivern del 1956. Aquests anys es produeix una dramàtica mort dels olivers. Aquests episodis, com els freds de l'hivern del 1970, que tornen a matar els olivers, provoquen unes importants migracions de pagesia cap a Barcelona i el Vallès, amb el consegüent ressentiment del sindicat i de l'agricultura local en general.
Restablerta la democràcia, amb el nou ordenament jurídic, el sindicat de Maldà passa a ser la Cooperativa del Camp de Maldà. A finals dels vuitantes del segle xx, la cooperativa integra una part important de pagesos que en restaven al marge. Finalment, cal destacar que durant els norantes, la cooperativa maldanenca afronta una important renovació del molí de l'oli, que en conserva no obstant això, el sistema tradicional de premsat de les olives amb esportins. Aquest sistema, a Catalunya actualment, la cooperativa de Maldà és de les poques fàbriques d'oli que encara el conserva, cosa que li permet oferir uns olis de gran qualitat artesanal en l'elaboració.